# Jarosław Kaczmarczyk (prawnik)
Jarosław Kaczmarczyk, rusiń. Ярослав Качмарчык (ur. 29 marca 1884 w Binczarowej lub w Birczy, zm. 1943 lub 1944) – doktor praw, w latach 1918–1920 premier Ruskiej Ludowej Republiki Łemków.

## Życiorys
Syn Teofila (1844–1922), proboszcza greckokatolickiego w Binczarowej, działacza łemkowskiego i Marii z domu Żegiestowskiej. Miał braci Lubomira i Włodzimierza . Uczył się w gimnazjum w Jaśle. Maturę uzyskał w Rzeszowie 2 września 1902. Rozpoczął studia prawa na Uniwersytecie Jagiellońskim w pierwszym semestrze 1902/1903. Przeniósł się na Uniwersytet Lwowski. W roku akademickim 1904/1905 przeniósł się na Uniwersytet w Innsbrucku. Po dwóch semestrach powrócił do Lwowa i 29 lipca 1908 obronił doktorat na Uniwersytecie Lwowskim. Już miesiąc po obronie rozpoczął staż w Wyższym Krajowym Sądzie w Grazu. W Grazu pracował do 29 września 1909. W tym czasie wstąpił na służbę do armii Austro-Wegier jako jednoroczny ochotnik. Służył w artylerii. W maju 1914 był zapisany w rejestrze austro-węgierskiej armii jako kadet rezerwy i był przypisany do Pierwszej Brygady Artylerii Lekkiej w Krakowie.
Przed 1914 współpracował z Cyrylem Czerlunczakiewiczem, prawnikiem i działaczem moskalofilskim. W sierpniu 1914, po wybuchu I wojny światowej został aresztowany przez władze austriackie i osadzony w więzieniu w Nowym Sączu. Z więzienia został zmobilizowany do armii austro-węgierskiej. Brał udział w walkach w Karpatach w kampanii zimowej 1914/1915. Prawdopodobnie został ranny i odesłany do Użhorodu. W tym czasie został zdemobilizowany. W 1916 nie było go już w rejestrze oficerów armii Austro-Węgier. 
Od jesieni 1918 działał w ruchu łemkowskim, głosząc koncepcję samostanowienia Łemków i próbując zapobiec wcielaniu ich do Wojska Polskiego. Stanął na czele Rady Ruskiej w Binczarowej i wszedł w skład Ruskiej Rady Narodowej. Przedstawiał postulaty wieców łemkowskich Kazimierzowi Lasockiemu i Polskiej Komisji Liwidacyjnej. Był w Preszowie, żeby przyłączyć się do Rady Karpacko-Ruskiej. Wszedł w skład Komitetu Wykonawczego Ruskiej Ludowej Republiki Łemków i został premierem.
6 stycznia 1921 został aresztowany przez władze polskie za antypolską agitację. 10 czerwca tego roku był sądzony w Nowym Sączu za zdradę stanu (przestępstwo to było zagrożone karą śmierci) wraz z dwoma działaczami łemkowskimi: ks. Dmytrem Chylakiem i Mikołajem Gromadnikiem. Wszyscy oskarżeni zostali uniewinnieni. Po tych wydarzeniach wycofał się z życia publicznego, praktykował jako adwokat w Muszynie.
4 stycznia 1933 przeniósł praktykę adwokacką do Krynicy.
W 1939 uciekł przed Niemcami do Lwowa, gdzie w 23 lutego 1940 został aresztowany przez NKWD. Zmarł przypuszczalnie w 1943 lub 1944 w łagrze pod Moskwą.

## Życie prywatne
Na początku lat 30. XX wieku rozwiódł się z pierwszą żoną, z którą nie miał dzieci. Przeszedł na protestantyzm i ożenił się z Adelą Zawadzką (1912–1989), Polką z Muszyny, z którą miał syna Aleksandra (1932–2009), chemika, egiptologa, wykładowcę na uniwersytetach w USA. 